# 115 Korpus Strzelecki (ZSRR)
115 Korpus Strzelecki (ros. 115-й стрелковый корпус) – wyższy związek taktyczny Armii Czerwonej z okresu II wojny światowej.
W 1945 roku razem ze 43 Korpusem Strzeleckim wchodził w skład 59 Armii. W czasie walk na ziemiach polskich 115 KS dowodził gen. mjr Siergiej Kozaczek. Oddziały korpusu uczestniczyły m.in. w ofensywie Armii Czerwonej rozpoczętej 12 stycznia 1945 roku, biorąc udział w przełamaniu niemieckich fortyfikacji Stellung a2.

## Struktura organizacyjna
Skład w 1945 roku:
- 92 Dywizja Strzelecka
- 135 Dywizja Strzelecka
- 245 Dywizja Strzelecka
- 286 Dywizja Strzelecka